# قصي البصري
قصي البصري (17 تشرين الثاني / نوفمبر 1942 - 2 كانون الثاني / يناير 2025)، وهو ممثل ومخرج عراقي.

## أعماله وإنجازاته
- مشرف فني في النشاط المدرسي لتربية البصرة عام 1967.
- مشرف فني لفرقة العمال في البصرة عام 1984.
- مشرف فني لفرقة جامعة البصرة عام 1986.
- مشرف فني لفرقة الإذاعة والتلفزيون في البصرة عام 1989.
- أحد مؤسسي فرقة البصرة للفن الحديث عام 1968.
- أحد مؤسسي شركة الشمس للإنتاج التلفزيوني والسينمائي في بغداد عام 1991.
- محاضر فني في جامعة البصرة عام 1983.

## المشاركات الدولية
- مهرجان تونس للفنون الشعبية - تونس 1971
- مهرجان الشبيبة العالمي - ألمانيا 1973
- مهرجان موسكو للفنون - موسكو 1978
- المهرجان الوطني الأردني - الأردن 1979
- مهرجان الفنون الشعبية - بولونيا 1980
- مهرجان اعياد الملك حسين - الأردن 1997
- مهرجان الثورة العربية - الأردن 1998

## الجوائز والشهادات
- الجائزة الأولى في مهرجان المسرح العالمي للمنطقة الجنوبية، البصرة عام 1972.
- الجائزة الثانية للاوبريت للمنطقة الجنوبية، البصرة عام 1972.
- الجائزة الأولى للوحات الشعبية في المهرجانات الجماهيرية، بغداد عام 1980.
- تكريم وزارة الثقافة والإعلام العراقية في عامي 1980 و1990.
- جائزة تقديرية من نقابة العمال، بغداد 1985.
- جائزة تقديرية من نقابة المعلمين، البصرة 1986.
- جائزة تقديرية من نقابة المعلمين، بغداد 1987.
- جائزة تقديرية من نقابة الفنانين، البصرة 1987.
- جائزة تقديرية من نقابة اكاديمية الخليج العربي، البصرة 1987.
- جائزة تقديرية من نقابة الفنانين، بغداد 1989.

## أعماله الفنية
شارك في إخراج وعمل الكثير من الأعمال الفنية ومنها:
- اوبريت بيادر خير 1969
- اوبريت الكوفية الحمراء في عمان عام 1998.
- مثل في المسرحيات التالية والتي عرضت على مسارح البصرة: (عطيل 1961 / اوديب 1962 / القاعدة والاستثناء 1965 / مكبث 1965).
- اخرج المسرحيات التالية والتي عرضت على مسارح البصرة: (كيلوبترا في القرن العشرين 1964 / بيلا فيتلا 1965 / غراب 1967 / نقطة التحول 1969 / مأساة اورشليم 1968 / بنادق في القنيطرة 1967 / عزت أفندي 1967 / أغنية الموت 1967 / أيام زمان 1968/ صوت مصر 1968 / الحياة الزوجية 1968 / الحواجز 1969 / المدينة المفقودة / 1969 / نماذج مدفوعة 1969 / جنسنا اللطيف 1970 / طريق العودة 1970 / بشارة خير 1970 / المهزلة الارضية 1971 / العروسة بهية 1971 / يكبون الحباية تصير كباية 1972 / بس راسك سالم يالهيبة 1972 / افكار صبيانية 1972 / المؤسسة الوطنية للجنون 1998 1972 / ليلي الحصاد 1973 / نفوس 1974 / موكب بلا صياد 1974 / العلوة 1986 / ليلة سمر 1987).
- شارك كممثل في عدد كبير من المسرحيات والتي عرضت على مسارح بغداد ومنها: (قطر الندى والسنافر السبعة 1993 / السوق 1993 / بوق مرزوق 1994 / تالي الليل 1995 / القزم وبنت الطحان 1995 / سيدتي الجميلة 1996 / اللي يجي من أيده 1997 / الباب العالي 1998 / صوت البوق 1998 / سلطنه 2000 / عوافي 2001 / رد وبدل 2003 / حكاية الذئب الطيب).
- شارك في عدد كبير من المسلسلات منها: (المسافر 1992 / الانسة فواكه 1994 / الصيد الثمين 1994 / عش الازواج 1995 / مسعود العمارتلي 1995 / الظرفاء 1995 / أيام الخطوبة 1995 / الصفقة 1995 / قيس وليلى 1995 / الفانوس السحري 1996 / الواهمون 1996 / ذئاب الليل ج2 1997 / عمر بن ربيعة 1997/ بيت العنكبوت 1997 / سوق الجواهر 1998 / رجال الظل 1998 / رجل فوق الشبهات 2000 / أبو جعفر المنصور 2000/ الزمن والغبار 2000 / القضية 238 2001 / الطب عند العرب 2002 / الوداع الاخير 2002 / ظرفاء ولكن 2002 / وراء الابواب 2002 / باشوات آخر زمان 2004 / فضولي بغداد 2004 / خاص جداً 2004 / ساره خاتون 2006 / جحيم الفردوس 2007 / رسائل من بيت ميت 2008 / اقوى من الحب 2008 / نوري باشا 2008 / غرباء الليل 2008).